# Snuff 102
Snuff 102 ist ein argentinischer Horrorfilm von Mariano Peralta aus dem Jahr 2007. Peralta schrieb auch das Drehbuch und war an der Kamera aktiv. Der Film warb auf der DVD-Hülle mit dem Slogan, „wagen Sie es, mehr zu sehen“ und warnte „absolut verstörend und grausam“.

## Handlung
Eine junge Reporterin recherchiert verdeckt über ein brisantes Thema: Snuff-Filme. Bei ihrer Tätigkeit wird sie jedoch selbst Opfer mehrerer Männer, die einen Snuff-Film drehen wollen.
Die Journalistin und ihr Begleiter werden auf eine falsche Fährte gelockt, brutal aus dem Auto gezerrt, zusammengeschlagen und in ein Haus verschleppt, in dem sich noch andere Opfer befinden. Die beiden können zwar fliehen, haben aber aufgrund ihrer Verletzungen kaum eine Chance, den Tätern tatsächlich zu entkommen.
So nehmen sie auch nicht wahr, dass ihnen ihre Verfolger stets dicht auf den Fersen sind und sie beobachten, obwohl die Journalistin und ihr Begleiter sich unbeobachtet wähnen. Ganz im Gegenteil, wird ihre Flucht durch das weitläufige und abgelegene Gelände von den Verfolgern mit der Videokamera festgehalten. Letztendlich werden Verfolgungsjagd, die Überwältigung der Flüchtenden und die anschließende Vergewaltigung der Journalistin Bestandteil des Snuff-Films, den die Täter drehen.

## Produktionsnotizen, Veröffentlichung
Der Film wurde aus verschiedenen Perspektiven gedreht. Neben der Perspektive aus Opfersicht, wird der Zuschauer auch immer wieder mit dem Geschehen aus der Perspektive der Täter konfrontiert und sieht dem Geschehen quasi „durch die Videokamera“ zu.
Bei der Premiere des Films im März 2007 auf dem Festival Internacional de Cine de Mar del Plata in Argentinien „waren die Zuschauer so geschockt, dass sie den Saal verließen. Einer der Zuschauer griff sogar den Regisseur an“. (Zitat aus: Snuff 102 – Blu-ray-Kritik der Horrorfilme). Die DVD zum Film Snuff 102 ist mittlerweile nur noch sehr schwer erhältlich.
In Deutschland wurde der Film Ende Mai 2015 indiziert und auf die sogenannte Liste B gesetzt. Das Label PCM hat sich des Films angenommen und ihn am 8. November 2016 im Mediabook veröffentlicht. Die DVD-Hülle enthält folgende Warnung: „Warnung! Nicht für sensible Zuschauer geeignet“. In Russland erschien er unter dem Titel Снафф 102.

## Kritik
Auf der schwedischen Seite Fanatisk Film heißt es, die Qualität der im Film gezeigten Folterclips sei ziemlich bescheiden. Ganz eindeutig gebe es eine Art von Moral oder Botschaft im Film, bei der jedoch fraglich sei, ob sie ihr Ziel erreiche. Man könne sich natürlich fragen, was für einen potentiellen Käufer eines solchen Films wirklich am wichtigsten sei – das Wissen, dass das, was im Film passiert, tatsächlich geschehen ist und dass die Opfer wirklich gequält wurden, oder reicht es, im Film vorgeführte Grausamkeiten zu sehen. Dies sei sicherlich kein Film, in dem Folter absolut im Mittelpunkt stehe, aber trotzdem zeige er gefilmte Todesszenen mit einer ähnlichen Philosophie wie der über Schnupftabak. Zudem sei es offensichtlich, dass der Film kein großes Budget gehabt habe, mit dem er hätte arbeiten können.
Adrian Halen von Horror News.net verwies darauf, dass der Film für Aufregung beim Publikum gesorgt habe, da einige behauptet hätten, dass im Film auch reale Szenen gezeigt worden seien. Auch im Netz sei der Film in der Kategorie der verstörenden Filme kontrovers diskutiert worden. Nie sei der Hinweis „Nicht für jederman geeignet“ zutreffender gewesen als in diesem Fall. Verstand und Augen müssten sich mit ziemlich brutalen Bildern auseinandersetzen, auch wenn der Film wohl tatsächlich eine Geschichte zu bieten habe. In Snuff 102 werde harte Gewalt, die bis zum Äußersten gehe, dargestellt.
Jorgen Lundin schrieb bei Independent Flicks: „Du willst es extrem? Du willst es böse. Ich präsentiere Dir Snuff 102.“ Der Film präsentiere nur Schmerz, Leid und Qual. Die Gewalt darin sei widerlich und abstoßend, wozu auch Sequenzen gehörten, wie die Tötung eines Schweins oder die Folterung eines Affen zu wissenschaftlichen Zwecken und die Einbindung eines Clips, der eine wirkliche Enthauptung im Irak zeige. Das alles sei zutiefst beunruhigend. Exzellent seien die Spezialeffekte, gut der Soundtrack und die Kameraarbeit, was zu einer beunruhigenden und gruseligen Atmosphäre beitrage.
Salvatore Capolupo befand auf der Seite lipercubo.it, dass man sehr schlecht über den Film gesprochen habe, er auf den allgemein zugänglichen Filmseiten gekürzt und noch nicht in Italienisch synchronisiert worden sei. Auch in Italien sei die argentinische Produktion ziemlich berüchtigt. Kurz gesagt, sei es ein extremer Horrorfilm, der nicht makellos in seiner Umsetzung, gewalttätig und fast zufrieden mit dem, was er zeige, sei. Es sei einer der verstörendsten Film des neuen Jahrtausends. Am Ende müsse man feststellen, dass die Kameraleute gesteinigt werden sollten, weil sie schuldiger seien als die Täter der Verbrechen.
Auf der Seite The Flick Fanatic’s Companion wurde die Bildqualität als ziemlich schlecht gerügt, die nur zu akzeptieren wäre, wenn es sich um einen echten Schnupftabakfilm handeln würde. Es sei allerdings schwierig, zu sehen, ob dies der Fall sei, aber wohl eher nicht. Es gebe Momente, in denen selbst die schlecht gemachten Fake-Effekte nicht verborgen werden könnten. Auf der anderen Seite gebe es auch sehr düstere und raue Szenen, die echt aussehen würden.
Die österreichische Seite DVD Paradies stellt fest: „Der Horror aus Argentinien hat mit diesem Film einen bisher unerreichten Höhepunkt erreicht.“ Die Bilder seien „schockierend“, der Regisseure verstehe es, den Zuschauer „gnadenlos zu erschüttern“. Weiter heißt es, Snuff 102 sei ein „furchterregender Film über Brutalität, dessen buchstäbliche Messerschneide und Bedeutungslosigkeit sich auf die Innereien der Zuschauer“ auswirke.

## Verwandte Themen
- Snuff-Film
- Horrorfilm
- Thriller